# Have I Offended Someone?
Have I Offended Someone? je kompilační album, složená z písní Franka Zappy. Album vyšlo 8. dubna 1997. Obsahuje materiál nahraný v letech 1973–1985.

## Seznam skladeb
Všechny skladby napsal Franka Zappa, pokud není uvedeno jinak.
1. "Bobby Brown (Goes Down)" – 2:43
2. "Disco Boy" – 4:23
3. "Goblin Girl" – 4:19
4. "In France" – 3:30
5. "He's So Gay" – 2:45
6. "SEX" – 3:44
7. "Titties 'n Beer" – 4:37
8. "We're Turning Again" – 4:56
9. "Dumb All Over" – 5:43
10. "Catholic Girls" – 3:51
11. "Dinah-Moe Humm" – 7:14
12. "Tinsel Town Rebellion" – 4:24
13. "Valley Girl" – 4:50 (Frank Zappa/Moon Unit Zappa)
14. "Jewish Princess" – 3:15
15. "Yo Cats" – 3:32 (Frank Zappa/Tommy Mariano)